# Ernst Otto von Klenck
Ernst Otto von Klenck (* 1847 in Stade; † 17. Juni 1907 in Zehlendorf) war ein sächsischer Generalmajor.

## Leben
Ernst von Klenck entstammte der niedersächsischen Adelsfamilie von Klenck, war Sohn des Rittergutsbesitzers Franz von Klenck und hatte die Brüder Wilhelm und Karl. Er trat im Juli 1867 als Avantageur in das 4. Infanterie-Regiment Nr. 103 der sächsischen Armee ein und wurde am 1. Februar 1868 zum Fähnrich ernannt. Am 22. Juli 1868 wurde er zum Leutnant befördert und nahm mit seinem Verband am Krieg gegen Frankreich teil. Am 1. Oktober 1871 wurde er in das Infanterie-Regiment „König Ludwig III. von Bayern“ (3. Königlich Sächsisches) Nr. 102 versetzt und in diesem 1872 zum Oberleutnant befördert. Er wurde 1879 zum Hauptmann und Kompaniechef im Regiment befördert. Im Januar 1882 wurde er als Kompaniechef in sein Stamm-Regiment zurückversetzt und blieb die weiteren Jahre in dieser Position im Regiment. 1889 wurde er zum Major und 1890 zum Bataillonskommandeur des I. Bataillons im 8. Infanterie-Regiment „Prinz Johann Georg“ Nr. 107 ernannt. Am 25. Juni 1893 erfolgte seine Beförderung zum Oberstleutnant und etatsmäßigen Stabsoffizier beim Regiment. Nach weiterer Beförderung zum Oberst am 11. Dezember 1896 wurde er im März 1897 Regimentskommandeur des 10. Infanterie-Regiments Nr. 134. Nachdem er am 4. Juli 1899 zum Generalmajor befördert wurde, wurde er zunächst Brigadekommandeur der 4. Infanterie-Brigade Nr. 48 und am 21. Oktober 1900 zu den Offizieren von der Armee versetzt. Er wurde am 25. Februar 1901 unter Genehmigung seines Abschiedsgesuches mit Pension und Verleihung des Komturkreuzes II. Klasse des Albrechtsordens zur Disposition gestellt. Er gehörte seit 1903 dem Vorstand des Johannesverein an. Er wurde unter feierlicher Beisetzung auf dem Tolkewitzer Friedhof begraben. Er heiratete im November 1874 in Dresden Margarethe Hübel.